# Incidentes con zapatos

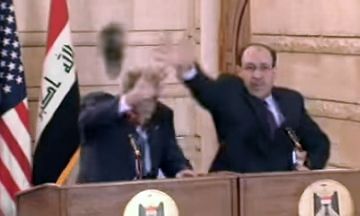
El expresidente estadounidense George W. Bush se agacha para esquivar uno de los dos zapatos que le arrojase el periodista Muntazer al Zaidi, mientras que el primer ministro de Irak Nuri al-Maliki intentaba atraparlo en el aire.

Los incidentes con zapatos, el lanzamiento de los mismos contra alguien o el hecho de mostrar la suela son incidentes asociados principalmente al mundo árabe.
Carteles de George W. Bush junto a zapatos colgados a él han aparecido durante un relativamente largo tiempo en Medio Oriente e incluso la ex Secretaria de Estado Condoleezza Rice era despectivamente conocida como Kundara, que en árabe significa "zapato".
Los incidentes con zapatos han recibido una renovada atención después de que Muntadhar al–Zaidi arrojase los suyos al expresidente de los Estados Unidos, George W. Bush, en diciembre de 2008 durante una conferencia de prensa en Bagdad, capital del militarmente ocupado Irak.
Desde el incidente al-Zaidi, se ha informado de incidentes similares, perpetrados por imitadores, en algunos países de Occidente (sobre todo en Europa y América del Norte).

## Contexto
Los zapatos son considerados impuros en el mundo islámico. El periódico The Times of India diría al respecto que las sociedades árabes tienen prejuicios culturales contra el pie, porque es la parte del cuerpo más baja (y por lo tanto más sucia).
Matthew Cassel, de The Electronic Intifada ha expresado que los medios de comunicación occidentales han exagerado el fenómeno como "árabe" en particular.
Históricamente, la noción de que los zapatos son un símbolo de impureza está generalizada en todo el Oriente Medio y no es árabe o islámico en particular. Por ejemplo, dentro del Antiguo Testamento, el libro Éxodo 3:5 sostiene que:

Y Él dijo [Dios hablándole a Moisés] “No te acerques aquí. Quita el calzado de tus pies, porque el lugar en que tú estás, tierra santa es”.

Del mismo modo, los musulmanes siempre se quitan los zapatos antes de entrar en una mezquita a rezar.
El término para "zapato" o "sandalia", na'al fue usado por Gesenius a modo de glosa: "Poner un zapato sobre un país era un símbolo de toma de posesión".
En los Hechos de los Apóstoles, versículo 13:51, Pablo y Bernabé "se sacudieron el polvo de sus pies contra ellos [es decir, contra los judíos de Antioquía]" en un acto de desafío, antes de continuar su viaje.
Asimismo, un obispo etíope del s. XVI, que era embajador del rey Dawit II le habría dicho al rey Juan III (João III) de Portugal que"no se nos está permitido entrar a la Iglesia, a menos que lo hagamos descalzos."
Un obispo etíope del s. XVI que actuaba como embajador de Dawit II de Etiopía, se informa que dijo a Juan III de Portugal que "no están autorizados a entrar en la iglesia, salvo descalzo."
Adam Clarke incluso sugirió que la costumbre de adorar a la Deidad descalzos era general y difundida entre todas las naciones de la antigüedad.

En contraste, Al-Ghazali (s. XI) cuestionó o puso en tela de juicio la costumbre de quitarse los zapatos antes de la oración, como un excesivo -y hasta injustificado- énfasis en la "limpieza exterior".

Los primeros musulmanes concentraban toda su atención y energías en la purificación de sus corazones y eran bastante indulgentes con respecto a su limpieza exterior...
Es mejor recitar las oraciones con zapatos que sin ellos, porque [recién] cuando el Profeta (Mahoma) se quitó sus sucios zapatos, ante el advenimiento del [arcángel] Gabriel, sus compañeros también se quitaron los suyos.
Él les dijo: ¿Por qué te has quitado los zapatos? Uno de ellos llamado Nakhyi dijo: Tal vez a alguien en estado de necesidad pase por aquí y se lleve estos zapatos...
Estas cosas ahora han cambiado.

En el mundo musulmán en general, y en el árabe en particular, mostrarle a alguien la suela de un zapato es considerado un grave insulto. No en vano es estrictamente obligatorio entrar descalzo a rezar al suelo sagrado de las mezquitas. Hasta la reina británica Isabel II, durante una visita oficial a un templo islámico tuvo que hacerlo, aunque en su caso especial se le permitió no quitarse las medias.
Mostrar a alguien la suela de un zapato también se considera un insulto: Así pues, cuando el ex embajador estadounidense ante la ONU Bill Richardson expuso o mostró, sin querer, la suela de su zapato durante una entrevista que tuvo con Saddam Hussein, éste abandonó la sala.

## Zapatazos a George W. Bush

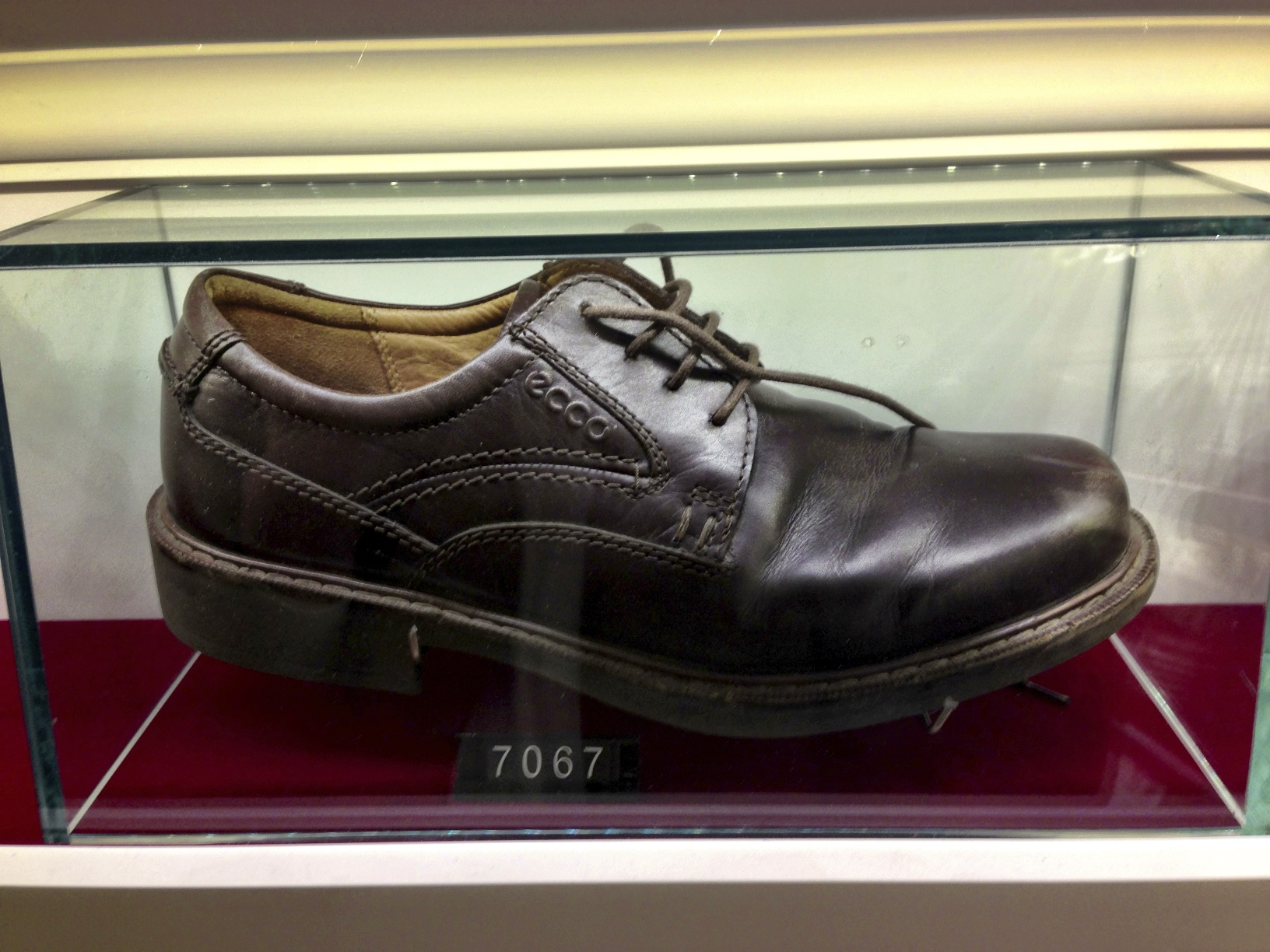
Réplica del zapato arrojado al presidente Bush durante una conferencia de prensa en Irak en 2008, en exhibición en un museo de la ciudad de Nueva York.

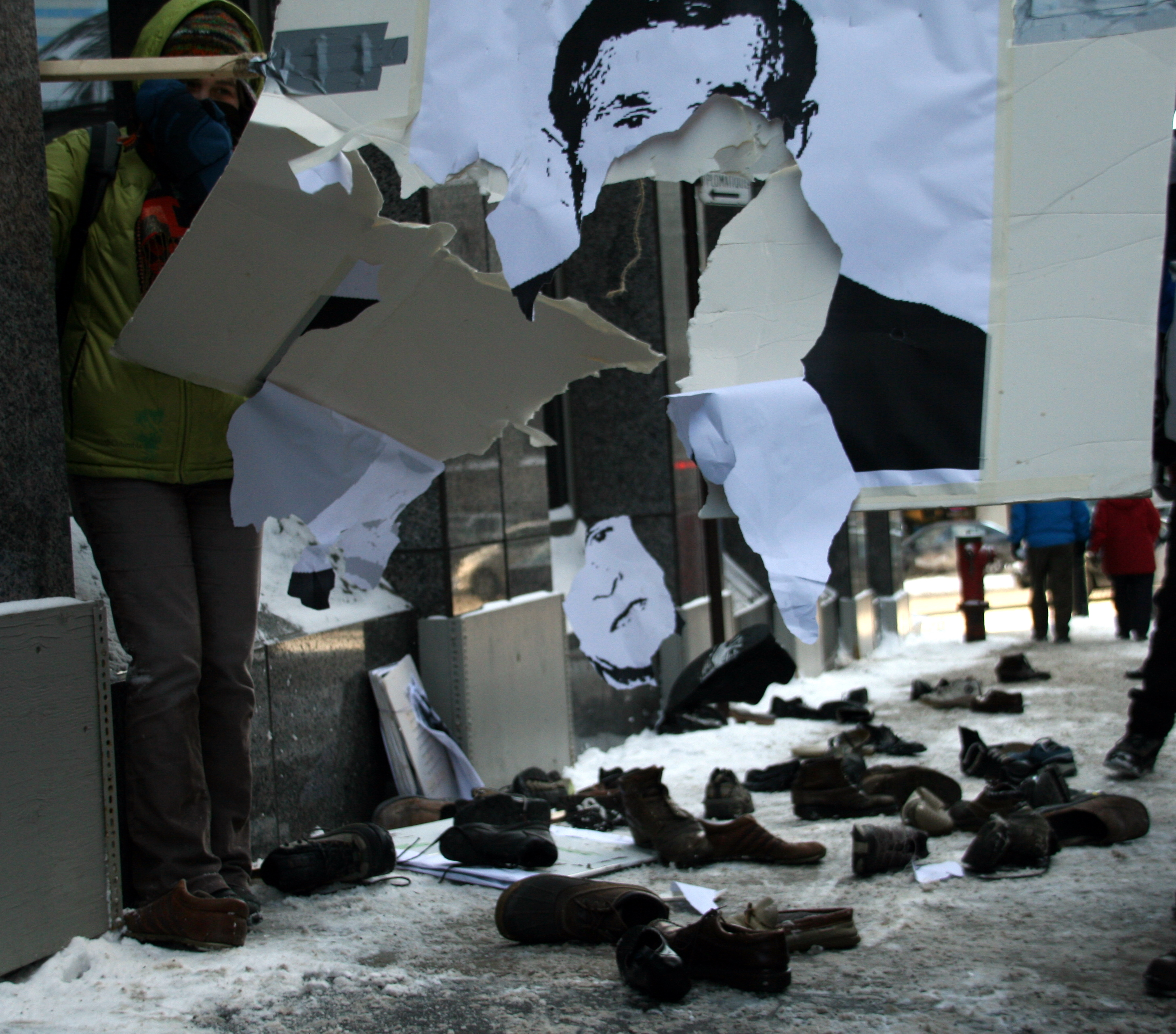
Resultado de manifestantes que lanzaron zapatos a carteles de George W. Bush frente al consulado de los Estados Unidos en Montreal, Canadá el 20 de diciembre de 2008, durante una protesta contra las guerras en Irak y Afganistán.

El 14 de diciembre de 2008, durante una conferencia de prensa en el palacio del primer ministro en Bagdad, Irak, el periodista Muntazer al Zaidi arrojó sus zapatos al entonces presidente de los Estados Unidos, George W. Bush. «¡Este es un beso de despedida del pueblo iraquí, perro!» gritó al Zaidi en árabe cuando lanzó su primer zapato al presidente de los Estados Unidos. «¡Esto es para las viudas y los huérfanos y todos los muertos en Irak!» gritó mientras lanzaba su segundo zapato. El presidente Bush se agachó dos veces, evitando ser golpeado por los zapatos.

## Zapatazo a Wen Jiabao

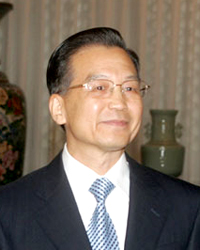
Wen Jiabao.

El 2 de febrero de 2009, el premier chino Wen Jiabao se encontraba en Londres, dialogando con el primer ministro británico, Gordon Brown acerca de la cooperación económica y las relaciones comerciales entre China y el Reino Unido. Ese día, estaba previsto que Wen brindase una conferencia en la Universidad de Cambridge, titulada "Mirad a China en la luz de su desarrollo".
Cuando Wen llegó al final de su conferencia, un hombre, que más tarde sería identificado como Martin Jahnke, un alemán de 27 años de edad, se paró entre la audiencia, silbó y gritó, "¿Cómo puede la universidad prostituirse a sí misma con este dictador aquí? ¿Cómo pueden ustedes escuchar las mentiras que está diciendo?"
Luego súbitamente Jahnke arrojó uno de sus zapatos a Wen, aunque este aterrizó a varios decímetros de su objetivo.
Jahnke fue rápidamente retirado del recinto por los celadores (proctors) universitarios, y luego sería detenido por la policía, bajo el cargo de haber cometido disturbios y de haber "quebrantado la paz"
Después del lanzamiento de su zapato, el primer ministro Wen comentó, "este despreciable comportamiento no puede interferir en la senda de amistad entre China y el Reino Unido
El vicerrector de la Universidad, Alison Richard comentaría poco después del incidente: "Lamento profundamente que un solo miembro de la audiencia de esta tarde no haya demostrado [el debido] respeto por nuestro orador, como es costumbre en Cambridge. Y agregó que "Esta universidad es un lugar para el argumento con consideración y para el debate, no para el lanzamiento de zapatos"

## Otros ejemplos
El acto de lanzamiento de los zapatos en señal de protesta es un típico aspecto de la cultura árabe que ha comenzado a penetrar paulatinamente a Occidente, ayudado involuntariamente por los medios masivos de comunicación.
En 2001, la oficina de la cadena televisiva qatarí Al-Jazeera en Ramallah fue cerrada después de emitir el trailer de un documental sobre la guerra civil libanesa de 1975-90, en el que podía verse que manifestante mostraba zapatos sobre una foto de Yasir Arafat, el histórico líder palestino.
En el otro lado del mundo, en Occidente, otro enfurecido manifestante, que se encontraba en una reunión de la Autoridad de Tránsito Metropolitana de Tránsito de la ciudad de Nueva York, fue arrastrado por la fuerza fuera del recinto, después de que intentase arrojase su calzado deportivo al CEO (gerente) de esa entidad. Sus últimas palabras, antes de ser aprehendido por parte de la seguridad del lugar, fueron: "¡Este zapato es para ti!" 
Inspirados por las acciones de al-Zaidi, pocos días después del mediático incidente en Bagdad (más precisamente el 17 de diciembre de 2008) el grupo antibelicista Code Pink (sic, "Código Rosa") arrojó -en las inmediaciones de la Casa Blanca- varios zapatos contra una imagen del por entonces todavía presidente de los Estados Unidos, George W. Bush.
Varios movilizados manifestantes mostraron sus zapatos frente a las embajadas de los Estados Unidos en varias capitales del mundo, no sólo demostrando su indignación frente a ese país, sino en una clara o evidente muestra de su apoyo a la "digna actitud de Al-Zaidi".
Por su lado, un reportero ucraniano apedreó a un político de su país el 20 de diciembre de 2008. El reportero, Ihor Dmitriv, irritado por los comentarios sexistas del político, le arrojó un zapato al funcionario. Es que, hablando sobre la adhesión a la OTAN, el político Oleh Soskin había dicho que dicha eventual membresía por parte de Ucrania era más favorecida por las mujeres de su país porque ellas eran la parte "más inteligente" del cuerpo político o electoral. Dmitriv luego diría que su ataque había estado motivado por la supuesta locura del liderazgo político ucraniano, y agregó que "un zapato se va a convertir en uno de los principales medios (por parte de la gente común) para influir en sus dirigentes."
En una reunión multitudinaria que tuvo lugar en Londres en enero de 2009, varios manifestantes arrojaron unos 1000 zapatos frente a las puertas del número diez de Downing Street (la tradicional residencia del primer ministro británico), en repudio a los bombardeos del regionalmente poderoso Israel sobre la pequeña Franja de Gaza.
En México, en el medio de las elecciones para elegir al próximo presidente de ese país, al candidato para la presidencia, Enrique Peña Nieto le fue lanzado un zapato mientras salía de la Universidad Iberoamericana. El momento fue captado en video, en el que se observa al aspirante caminar hacia la salida de la escuela, mientras es abucheado por los universitarios desde los balcones, y repentinamente un zapato sale disparado hacia él, sin lograr golpearlo.